# Шперкар сапфіровий
Шперкар сапфіровий (Ptilorrhoa geislerorum) — вид горобцеподібних птахів родини Cinclosomatidae.

## Назва
Вид Ptilorrhoa geislerorum названо на честь таксидермістів Бруно та Губерта Геслерів із Зондських островів, що зібрали типові зразки для опису.

## Поширення
Ендемік Нової Гвінеї. Поширений на сході острова в районі міста Маданг, вздовж східної та південної прибережної смуги півострова Гуон та північних схилів гір Оуен-Стенлі до затоки Коллінгвуд. Живе у передгірних дощових лісах на висотах 800—1220 м над рівнем моря.

## Опис
Дрібний птах завдовжки 22-23 см, вагою 49-61 г. Це птахи з міцною, але стрункою статурою, з округлою головою, тонким дзьобом із злегка зігнутим кінчиком, закругленими крилами, міцними і витягнутими ногами і довгим хвостом із закругленим кінцем. У самців верх голови, шия та махові пера коричневі. Решта тіла синього забарвлення, лише щоки, горло та верхня частина грудей білі, відокремлені чорною смугою, яка на очах утворює маску. У самиць синє забарвлення замінене коричневим. Дзьоб і ноги чорнуваті, очі бурштиново-жовті.

## Спосіб життя
Активний вдень. Трапляється поодинці або парами. Більшу частину дня проводить на землі або серед низьких гілок кущів, де шукає поживу. Живиться комахами та дрібними безхребетними. Даних про репродуктивну поведінку мало.